# WTA Shenzhen Open 2019
Shenzhen Open 2019 — тенісний турнір, що проходив на відкритих кортах з твердим покриттям Shenzhen Longgang Sports Center у Шеньчжені (Китай). Це був 7-й за ліком Шеньчжень Open. Належав до категорії International в рамках Туру WTA 2019. Тривав з 31 грудня 2018 до 5 січня 2019 року.

## Очки і призові

### Нарахування очок
| Дисципліна       | П   | Ф   | ПФ  | ЧФ | 1/8 | 1/16 | Q   | Q2  | Q1  |
| Одиночний розряд | 280 | 180 | 110 | 60 | 30  | 1    | 18  | 12  | 1   |
| Парний розряд    | 280 | 180 | 110 | 60 | 1   | Н/Д  | Н/Д | Н/Д | Н/Д |

### Призові гроші
| Дисципліна       | П        | Ф       | ПФ      | ЧФ      | 1/8    | 1/161  | Q2     | Q1     |
| Одиночний розряд | $163,260 | $81,251 | $43,663 | $13,121 | $7,238 | $4,698 | $2,720 | $1,588 |
| Парний розряд *  | $26,031  | $13,544 | $7,271  | $3,852  | $2,031 | Н/Д    | Н/Д    | Н/Д    |

1 Кваліфаєри отримують і призові гроші 1/16 фіналу

* на пару

## Учасниці основної сітки в одиночному розряді

### Сіяні пари
| Країна   | Гравчиня               | Рейтинг1 | Сіяна |
| -------- | ---------------------- | -------- | ----- |
| Білорусь | Арина Соболенко        | 13       | 1     |
| Франція  | Каролін Гарсія         | 19       | 2     |
| КНР      | Ван Цян                | 20       | 3     |
| Латвія   | Олена Остапенко        | 22       | 4     |
| Росія    | Марія Шарапова         | 29       | 5     |
| КНР      | Чжен Сайсай            | 39       | 6     |
| КНР      | Ч Шуай                 | 40       | 7     |
| Росія    | Анастасія Павлюченкова | 42       | 8     |

- 1 Рейтинг подано станом на 24 грудня 2018.

### Інші учасниці
Нижче наведено учасниць, які отримали вайлдкард на участь в основній сітці:
- Пен Шуай
- Wang Xinyu
- Віра Звонарьова

Учасниці, що потрапили в основну сітку, використавши захищений рейтинг:
- Тімеа Бачинскі

Нижче наведено гравчинь, які пробились в основну сітку через стадію кваліфікації:
- Івана Йорович
- Вероніка Кудерметова
- Моніка Нікулеску
- Сюнь Фан'їн

### Знялись
- Пен Шуай (травма правого стегна)
- Марія Шарапова (травма лівого стегна)
- Wang Xinyu (судоми)
- Віра Звонарьова (травма лівого кульшового суглобу)

## Учасниці основної сітки в парному розряді

### Сіяні пари
| Країна   | Гравчиня        | Країна   | Гравчиня        | Рейтинг1 | Сіяна |
| -------- | --------------- | -------- | --------------- | -------- | ----- |
| Японія   | Аояма Сюко      | Білорусь | Лідія Морозова  | 83       | 1     |
| КНР      | Пен Шуай        | КНР      | Ян Чжаосюань    | 88       | 2     |
| Словенія | Даліла Якупович | Росія    | Ірина Хромачова | 100      | 3     |
| КНР      | Ван Яфань       | КНР      | Ч Шуай          | 125      | 4     |

- 1 Рейтинг подано станом на 24 грудня 2018

### Інші учасниці
Нижче наведено пари, які отримали вайлдкард на участь в основній сітці:
- Чень Цзяхуей /  Wang Danni
- Wang Xinyu /  Сюнь Фан'їн

Нижче наведено пари, які отримали місце в основній сітці як заміни:
- Анастасія Павлюченкова /  Наталія Віхлянцева

### Відмовились від участі
До початку турніру
- Ван Яфань (розтягнення лівого аддуктора)
- Чжен Сайсай (вірусне захворювання)

Під час турніру
- Наталія Віхлянцева (травма правого передпліччя)

## Переможниці та фіналістки

### Одиночний розряд
- Арина Соболенко —  Алісон Ріск, 4–6, 7–6(7–2), 6–3

### Парний розряд
- Пен Шуай /  Ян Чжаосюань —  Дуань Інін /  Рената Ворачова, 6–4, 6–3